# Warner Music Group
Warner Music Group (WMG) è una società statunitense che rappresenta una delle tre più grandi etichette discografiche (major) nell'industria musicale, le altre due sono la Universal Music Group, e la Sony Music.
Dal 2016 è controllata da Access Industries del miliardario Len Blavatnik.

## Storia
Fino al 2004 è stata posseduta da Time Warner; in quell'anno è stata venduta a un gruppo di investitori capitanato da Edgar Bronfman Jr ed è ora l'unica major indipendente quotata al NYSE.
È presente in Italia come Warner Music Italy (per l'ambito discografico) e Warner Chappell Music Italiana (per l'ambito delle edizioni musicali).

La WMG è stata la prima major a intessere una relazione strategica con YouTube, sfruttando a pieno i vantaggi commerciali derivanti dal contenuto generato dagli utenti. L'accordo con YouTube prevedeva il pagamento di royalties in proporzione alle visite ricevute dai video che contenevano musica di artisti della WMG. Nel dicembre 2008 l'accordo è saltato e la casa discografica ha deciso, con un provvedimento che ha sollevato molte critiche, di rimuovere l'audio dai video di YouTube che contenevano la musica di sua proprietà o di bloccare completamente tali video, segnalando violazione di copyright.

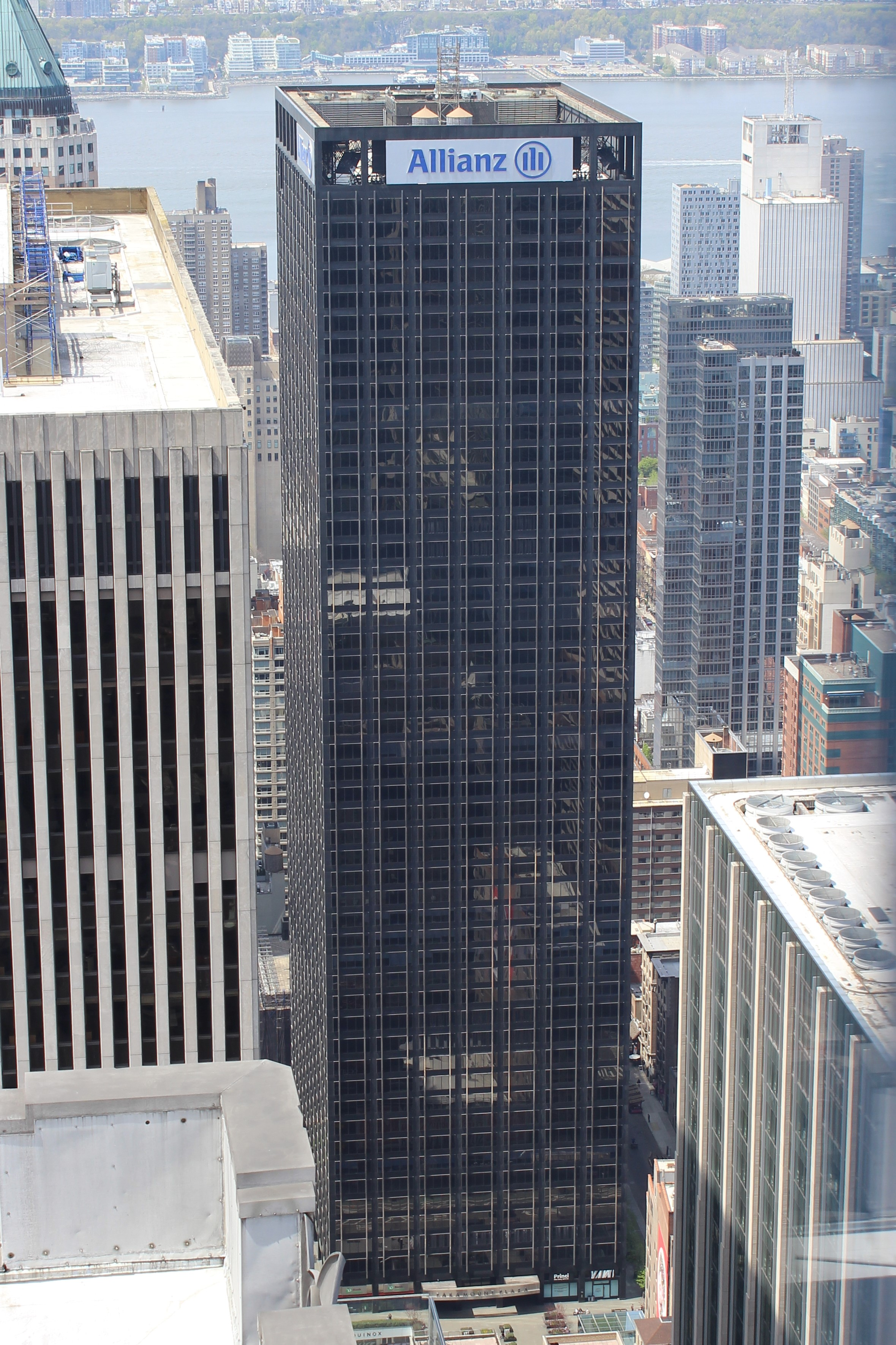
Sede a 1633 Broadway, New York City

Nel 2017 la società rileva l'olandese Spinnin' Records, fondata nel 1999 e leader della musica elettronica, con Bob Sinclar nel contratto.

## Etichette discografiche controllate
The Atlantic Records Group
- Atlantic Records
- Bad Boy Records
- Elektra Records
- Lava Records

Independent Label Group
- Asylum Records
- Spinnin’ Records
- Cordless Recordings
- Eastwest Records
  - Adeline Records
  - Better Looking Records
  - The Bevonshire Label
  - Broken English
  - Fearless Records
  - Floodgate Records
  - Liberty & Lament
  - Montalban Hotel
  - One Eleven Records
  - Perfect Game Recording Co.
  - Tent Show
  - Triple Crown Records
  - Volcom Entertainment
  - We Put Out Records

Rhino Records
Ryko Corporation
- Rykodisc Records e sussidiarie

Warner Bros. Records
- Machine Shop Recordings
- Maverick Records
- Nonesuch Records
- Reprise Records
- Helium 3
- Sire Records
- Warner Jazz
- Warner Nashville
- Warner Western

Warner Classics
- Warner Classics (inclusa EMI Classics)
- Erato (inclusa Virgin Classics)
- Teldec
- NVC Arts
- Lontano
- Finlandia

Warner Music International
- Warner Music Australia
- Parlophone
- Warner Music Italy
  - CGD East West
  - Nuova Fonit Cetra
- Warner Music Japan
- Warner Music UK
  - London Records
  - 679 Records
  - 1967 Ltd
  - Must Destroy Records
  - The Beats
  - Warner Strategic Marketing (WSM)

Word Entertainment
- Word Distribution
- Word Label Group
  - Squint Entertainment
  - Word Records
  - Fervent Records
- Word Music
- Word Publishing